# Clivina floridae
Clivina floridae är en skalbaggsart som beskrevs av Csiki. Clivina floridae ingår i släktet Clivina och familjen jordlöpare. Inga underarter finns listade i Catalogue of Life.